# Jerry Lawler
Jerry O'Neil Lawler, noto semplicemente come Jerry "The King" Lawler (Memphis, 29 novembre 1949), è un wrestler e personaggio televisivo statunitense, sotto contratto con la WWE; combatte sporadicamente anche nel circuito indipendente.

## Carriera

### Gli inizi (1970-1977)

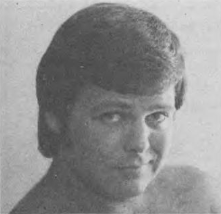
Jerry Lawler, 1982 circa

Lawler fu scoperto per la prima volta dal promoter di wrestling Aubrey Griffith.
Fece il suo debutto nel 1970 , e nel 1971, conquistò il suo primo titolo: l'NWA Southern Tag Team Championship insieme a Jim White. Nel 1974, iniziò una rivalità con Jackie Fargo, suo ex mentore. Il 24 luglio dello stesso anno, Lawler fu proclamato "King of Wrestling". Dopo questa vittoria, effettuò un turn face, rompendo con il suo manager Bass e assumendo il nome Jerry "The King" Lawler.

### Continental Wrestling Association (1977-1989)

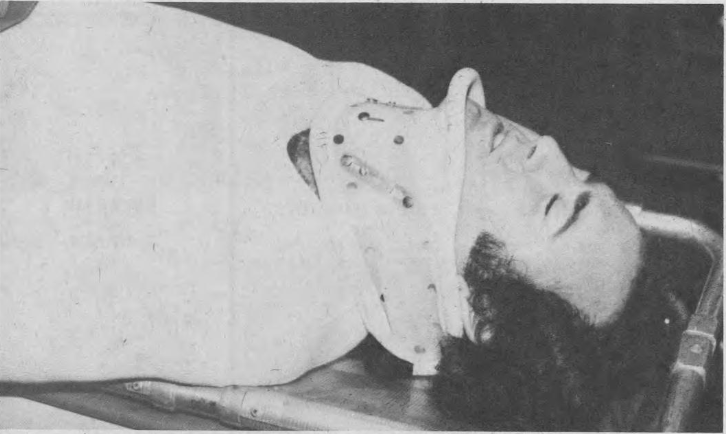
Andy Kaufman, infortunato al collo da Jerry Lawler, viene portato via in barella dall'arena

Nel 1977, il promoter Jerry Jarrett si separò dalla NWA Mid-America di Nick Gulas per fondare la sua compagnia, la Continental Wrestling Association (CWA). Jerry Lawler, all'epoca la stella principale di Gulas, decise di seguire Jarrett. In breve tempo, la CWA superò la NWA Mid-America in termini di ascolti, portando quest'ultima al fallimento nel 1981.
Il 12 novembre 1979, Lawler sconfisse Superstar Billy Graham conquistando il CWA World Championship. Tuttavia, nel 1980, Lawler subì una frattura al braccio che lo costrinse a rimanere lontano dal ring per diversi mesi.
Nel 1982, Lawler iniziò una rivalità con Andy Kaufman, un comico che si autoproclamava Intergender Heavyweight Champion e che combatteva esclusivamente contro donne, sconfiggendole regolarmente. I due si affrontarono il 5 aprile 1982 in un match che terminò con la squalifica di Lawler e il ricovero in ospedale di Kaufman, che aveva subito due piledriver. Il 29 luglio 1982, Lawler schiaffeggiò Kaufman durante uno show di David Letterman, al che Kaufman rispose gettandogli addosso una tazza di caffè. Anni dopo, Lawler rivelò che la rivalità con Kaufman era interamente una messa in scena, una kayfabe nel gergo del wrestilng, creata per il puro intrattenimento del pubblico, e che in realtà i due erano buoni amici.
Il 7 marzo 1983, Jerry Lawler vinse l'AWA International Championship sconfiggendo Austin Idol. Successivamente, perse il titolo contro Ken Patera, ma lo riconquistò in una rivincita il 25 luglio 1983. Il 12 aprile 1984, sconfisse anche Randy Savage, aggiudicandosi l'NWA Mid-America Heavyweight Championship. Nel 1985, Lawler vinse il Polynesian Pacific Championship e si trasferì in Giappone per un anno. Tornato negli Stati Uniti, il 29 luglio 1986, sconfisse Bill Dundee e conquistò nuovamente l'AWA International Championship. Verso l'inizio del 1987, Lawler iniziò una rivalità, feud nel gergo del wrestling con Tommy Rich, Austin Idol e Paul E. Dangerously, tutti contendenti per l'AWA World Championship, campionato vinto poi da Nick Bockwinkel. Successivamente, Lawler conquistò l'AWA World Heavyweight Championship sconfiggendo Curt Hennig. Nel 1988, ebbe una rivalità con Dutch Mantel.

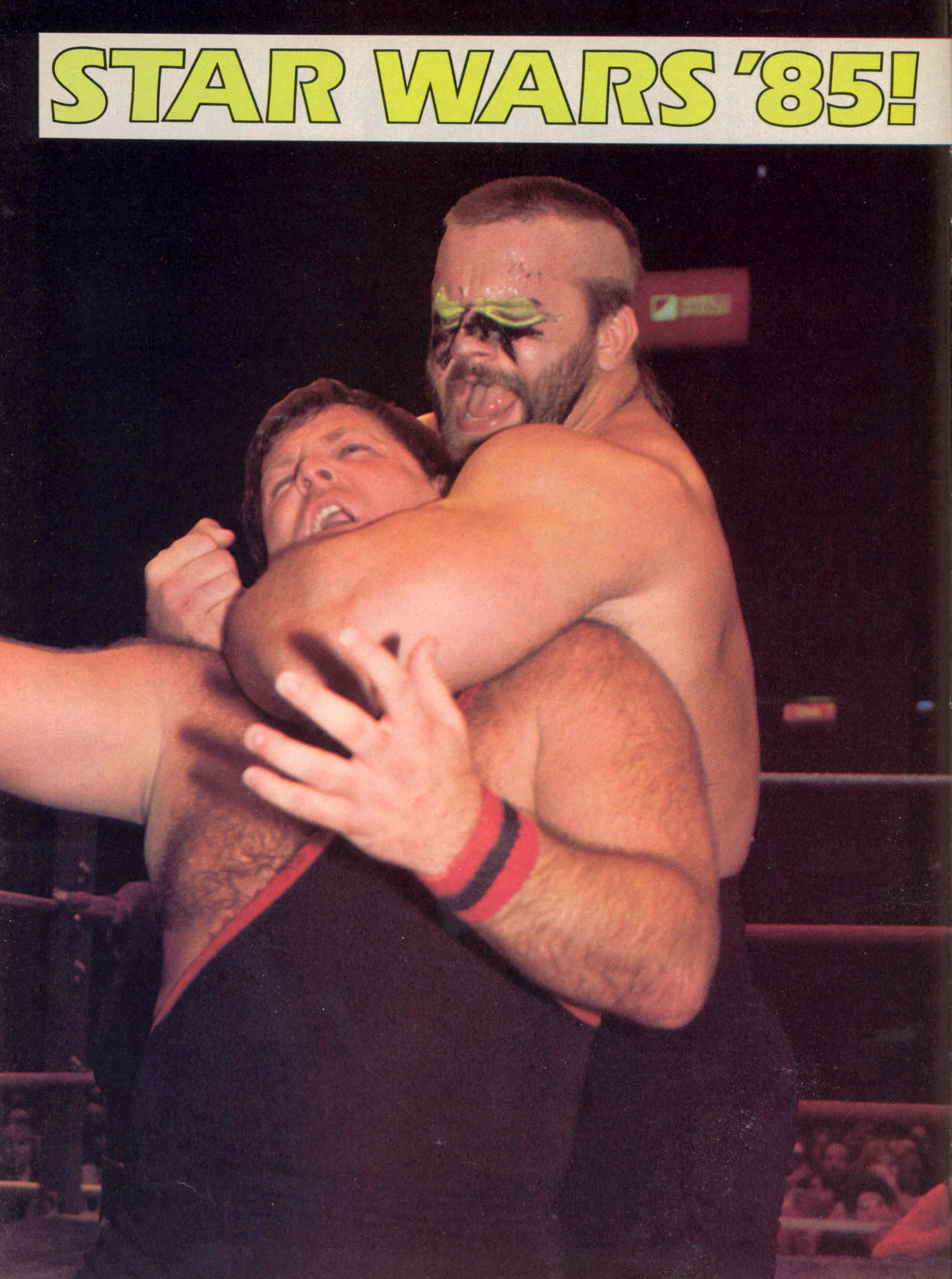
Lawler contro Road Warrior Animal (1985)

Nel 1989, la CWA si fuse con la World Class Championship Wrestling, creando la United States Wrestling Association (USWA). Lawler iniziò quindi una rivalità, una feud nel gergo del Wrestling, con il campione della World Class Wrestling, Kerry Von Erich, che culminò con la vittoria di Lawler, il quale unificò i due titoli.

### United States Wrestling Association (1989-1997)
Nel 1989 debuttò nella United States Wrestling Association di Memphis, dove vinse lo USWA Unified World Heavyweight Championship per ben 28 volte tra il 1989 e il 1997, quando la federazione chiuse i battenti. Mentre era campione USWA, ebbe dei feud con The Soultaker, Jimmy Valiant, Kamala, Eddie Gilbert e Jeff Jarrett. Nel 1991 in coppia con Jeff Jarrett vinse l'USWA World Tag Team Championship, titolo che conquistò in 6 occasioni, quattro con Jarrett e due con Bill Dundee. L'8 agosto 1997 cedette il titolo USWA Unified World Heavyweight a Dutch Mantel, in un All Body Hair match. La promozione chiuse nel novembre 1997.

### World Wrestling Federation (1992-2001)
Lawler iniziò la sua carriera nella WWF nel dicembre del 1992 come annunciatore del WWF Superstars of Wrestling. È noto per il suo famoso feud con la famiglia Hart, iniziato nel 1993 e durato fino al 1995. La rivalità ebbe inizio quando Lawler attaccò Bret Hart durante la cerimonia di incoronazione dopo la vittoria di Bret nel torneo King of the Ring di quell'anno, affermando di essere lui l'unico vero re della WWF. A SummerSlam, prima del loro incontro, Lawler dichiarò di essersi infortunato in un incidente d'auto, costringendo Doink the Clown a proporre un submission match. Tuttavia, Lawler attaccò Hart prima del match, rivelando che il suo infortunio era solo una finzione. Hart vinse l'incontro, ma continuò a tenere la sharpshooter su Lawler anche dopo la sua resa, portando l'arbitro a ribaltare la decisione e confermare Lawler come "Re indiscusso della WWF".
Contemporaneamente, Lawler iniziò un feud con Vince McMahon che lo portò a diventare un heel. Questo scontro avvenne nella USWA e non fu mai trasmesso dalla WWF. La famiglia Hart (Bret, Owen, Bruce e Keith) fu coinvolta in un match di Survivor Series contro la squadra di Lawler, che poco prima dell'incontro fu sostituito da Shawn Michaels come capitano. Lawler affrontò Bret Hart in diversi altri incontri, riuscendo persino a batterlo una volta grazie all'interferenza di Hakushi. Tuttavia, in un "Kiss My Foot" match, Lawler fu sconfitto e costretto a baciare i piedi di Bret Hart.

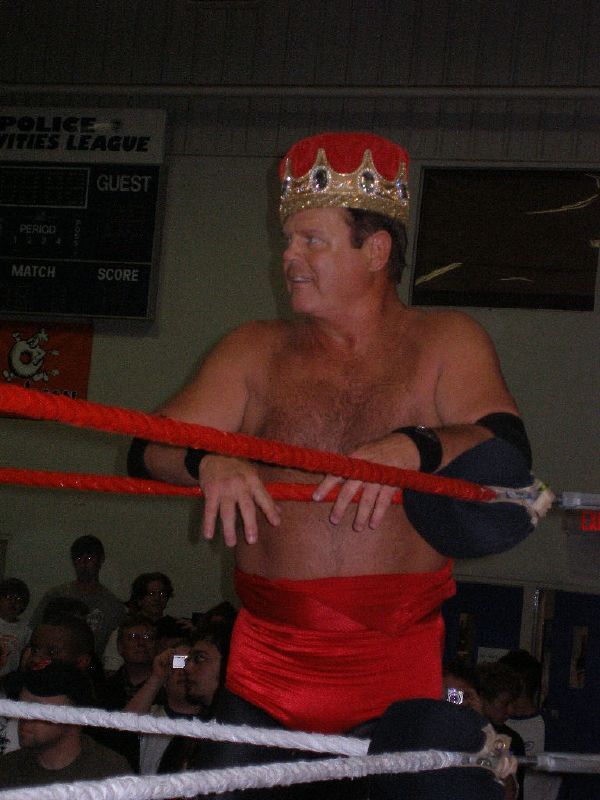
Jerry Lawler (2007)

Successivamente, Lawler fu messo al tavolo di commento per WrestleMania X e durante il match per il WWF Championship tra Hulk Hogan e Roddy Piper, parlò male di Piper. Continuò a farlo anche nell'episodio successivo di Monday Night Raw, portando a uno scontro tra i due al King of the Ring 1994, dove Lawler fu sconfitto. Alla fine del 1994, Lawler iniziò un feud con Doink the Clown dopo aver attaccato il suo aiutante, Dink. In risposta, Doink assunse un nuovo aiutante chiamato Wink. Per pareggiare i conti alle Survivor Series 1994, Lawler assunse due aiutanti chiamati Sleazy e Cheesy. Il team di Lawler vinse l'incontro, ma dopo il match, Sleazy e Cheesy attaccarono Lawler insieme al team di Doink.
Alla fine del 1994 e all'inizio del 1995, Lawler lottò brevemente in Smoky Mountain Wrestling, pur continuando a commentare sporadicamente per la WWF. Durante le sue assenze, Shawn Michaels lo sostituì come commentatore di Monday Night Raw. Sconfisse Tony Anthony per Top Title Promotion nel gennaio 1995. Nel 1996, Lawler lottò occasionalmente su WWF Superstars. Dopo una breve faida con Ultimate Warrior, Lawler iniziò un feud con Jake Roberts prendendolo in giro per problemi di alcool e droga. I due si scontrarono a Summerslam 1996, dove fu Lawler a vincere. Dopo il match rovesciò del whisky in faccia a Jake Roberts. Nel 1997, Lawler si intromise nella relazione fra la WWF e la ECW prendendo in giro quest'ultima. I suoi insulti portarono all'invasione della ECW e nel suo match con Tommy Dreamer perse. A metà del 1997, Lawler partecipò al King Of The Ring ma fu eliminato in semi-finale da Mankind. Entro l'autunno, la WWF introdusse una nuova "divisione dei pesi massimi-leggeri" per competere con la World Championship Wrestling. Il figlio di Lawler, Brian Christopher, è stato uno dei light-heavyweight più importanti nella divisione. Nel 1998, Lawler apparse più da commentatore che da lottatore. Nonostante il loro feud in USWA nel 1993, nel 1998, Jerry Lawler lodò Vince McMahon, con grande disappunto di Jim Ross. Fu proprio Vince McMahon però, unendosi nel 1998 al tavolo di commento, che rafforzò l'amicizia fra Lawler e Ross, e contribuì a realizzare grandi telecronache negli anni successivi. Il tutto cambiò notevolmente l'atteggiamento di Lawler che divenuto amico di Ross, attaccò Tazz solo perché parlò male di lui. Il match fra i due a SummerSlam si concluse con la vittoria di Lawler che chiuse il feud con una vittoria. Con la creazione dell'XFL nel 2001, Lawler fu ingaggiato come commentatore di football. Lawler odiava il football ma accettò ugualmente il lavoro offertogli da Kevin Dunn per questioni economiche favorevoli.
Alla fine del 1994 e all'inizio del 1995, Jerry Lawler lottò brevemente nella Smoky Mountain Wrestling, continuando comunque a commentare sporadicamente per la WWF. Durante le sue assenze, Shawn Michaels lo sostituì come commentatore al Monday Night Raw. Nel gennaio 1995, Lawler sconfisse Tony Anthony per il titolo della Top Title Promotion. Nel 1996, apparve occasionalmente su WWF Superstars, e dopo una breve faida con Ultimate Warrior, iniziò un'accesa rivalità con Jake Roberts, prendendolo in giro per i suoi problemi di alcol e droga. I due si affrontarono a Summer Slam 1996, dove Lawler uscì vittorioso e, dopo il match, versò del whisky in faccia a Roberts. Nel 1997, Lawler si intromise nella relazione tra la WWF e la ECW, deridendo quest'ultima. I suoi insulti portarono a un'invasione della ECW, culminando in un match contro Tommy Dreamer che Lawler perse. A metà del 1997, partecipò al King of the Ring ma fu eliminato in semifinale da Mankind. Nello stesso anno, la WWF introdusse una nuova "divisione dei pesi massimi- leggeri" per competere con la World Championship Wrestling, e il figlio di Lawler, Brian Christopher, divenne uno dei wrestler più importanti della categoria. Nel 1998, Lawler apparve più spesso come commentatore che come lottatore. Nonostante la loro faida nella USWA nel 1993 e nel 1998, Lawler iniziò a lodare Vince McMahon, suscitando il disappunto di Jim Ross. Quando McMahon si unì al tavolo di commento nel 1998, l'amicizia tra Lawler e Ross si rafforzò, portando a grandi telecronache negli anni successivi. Questo cambiò notevolmente l'atteggiamento di Lawler, che, divenuto amico di Ross, attaccò Taz per aver parlato male di lui. Il loro match a SummerSlam si concluse con la vittoria di Lawler, che chiuse così il feud. Nel 2001, con la creazione dell'XFL, Lawler fu ingaggiato come commentatore di football. Nonostante non amasse il football, accettò il lavoro offertogli da Kevin Dunn grazie alle vantaggiose condizioni economiche.

### Circuito indipendente (2001)
Nel febbraio 2001, Lawler e sua moglie Stacy Carter furono licenziati dalla WWF. In segno di protesta, Lawler dichiarò che avrebbe chiuso per sempre con l'azienda. Sebbene il motivo preciso del licenziamento non sia mai stato dichiarato ufficialmente, si vociferò che Carter sia stata licenziata a causa di non ben chiare frizioni con Vince McMahon. Lawler avanzò diverse teorie sul motivo del proprio licenziamento. Secondo lui, uno dei motivi potrebbe essere stato l'astio di Chyna nei confronti di sua moglie Stacy, alla quale era stato proposto per posare su Playboy. Chyna, oltre ad essere la WWF Women's Champion, era stata la seconda diva della WWF a posare per Playboy e non voleva che nessuna donna le rubasse quel merito. In alcune interviste, Lawler dichiarò che non ci poteva essere stato un motivo alternativo per il suo licenziamento. Jim Ross affermò che Lawler non era più utile alla WWF né come lottatore né come commentatore. Lawler ipotizzò che la WWF avesse deciso di licenziare anche lui per giustificare il licenziamento di sua moglie. Fu sostituito da Paul Heyman, che molti ritennero avesse sfruttato il successo di Lawler. Tuttavia, Lawler dichiarò di non avere alcun contrasto con Heyman e accettò la decisione della WWF. Cinque mesi dopo, Lawler e Carter divorziarono. Dopo aver lasciato la WWF, Lawler fece apparizioni in federazioni indipendenti in Nord America e Australia.

### Ritorno in WWF (2001-presente)

#### Commentatore e wrestler part-time (2001-2010)
Il 19 novembre 2001, Jerry Lawler fece un trionfale ritorno a Raw dopo il licenziamento di Paul Heyman, avvenuto a seguito della sconfitta del suo team dell'ECW alle Survivor Series (kayfabe). Lawler riprese immediatamente il suo ruolo di commentatore sia per il Raw che per gli eventi Pay-per-view, come aveva fatto prima del suo allontanamento. Inoltre, frequentemente affiancava Michael Cole come commentatore di SmackDown!, un programma appena lanciato. In seguito, Lawler divenne un commentatore esclusivo di Raw. In un'intervista, sottolineò la perfetta intesa con Jim Ross: mentre Ross forniva un commento "raffinato" e informativo sulle dinamiche dei lottatori, Lawler arricchiva il dialogo con la sua vivacità e le sue battute.
Nonostante il suo ruolo fisso come commentatore, Lawler continuò a mantenersi in forma lottando contro avversari di spicco come Randy Orton, Muhammad Hassan, Gregory Helms, Cody Rhodes e Ted DiBiase Jr. Nel 2003, Lawler e Ross annunciarono un match contro i commentatori di Heat, Jonathan Coachman e Al Snow, da disputarsi a Unforgiven, incontro che si concluse con la vittoria di Coachman e Al Snow. Tuttavia, Ross si prese la rivincita sconfiggendo Coachman nel successivo rematch.
Nel corso della New Year's Revolution 2006, Jerry "The King" Lawler sconfisse Gregory Helms in un match che si era intensificato a causa delle provocazioni subite da Lawler nelle settimane precedenti, alimentando così la sua ira.

Nel giugno 2006, la Extreme Championship Wrestling (ECW) intraprese una piccola invasione della WWE, richiamando alla mente eventi simili del 1997. Questo episodio portò al ritorno di Taz, che riaccese la rivalità con Lawler. I due si affrontarono a One Night Stand, dove Tazz prevalse in soli 30 secondi per TKO, grazie a una Tazzmission, dopo che Lawler si distrasse litigando con Joey Styles.

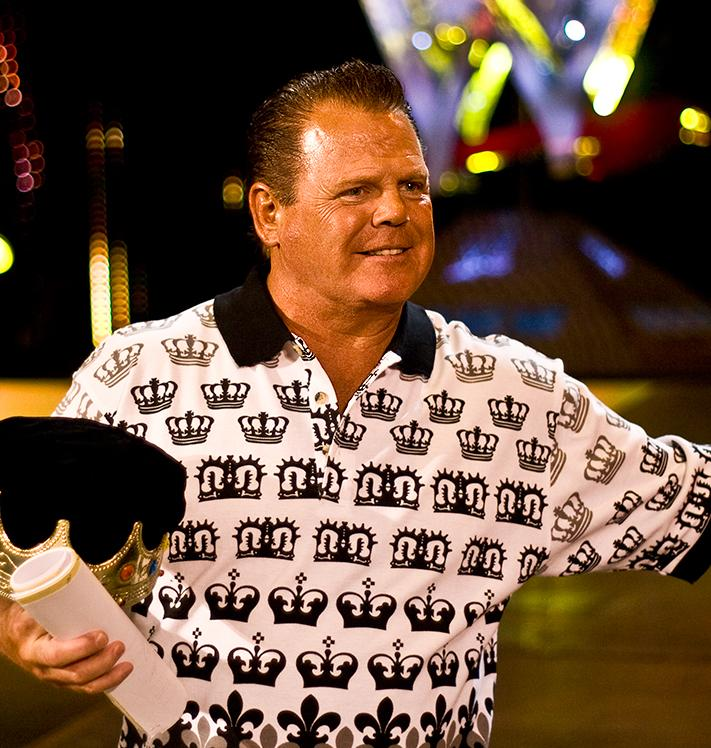
Jerry "The King" Lawler nella puntata nº 800 di Raw

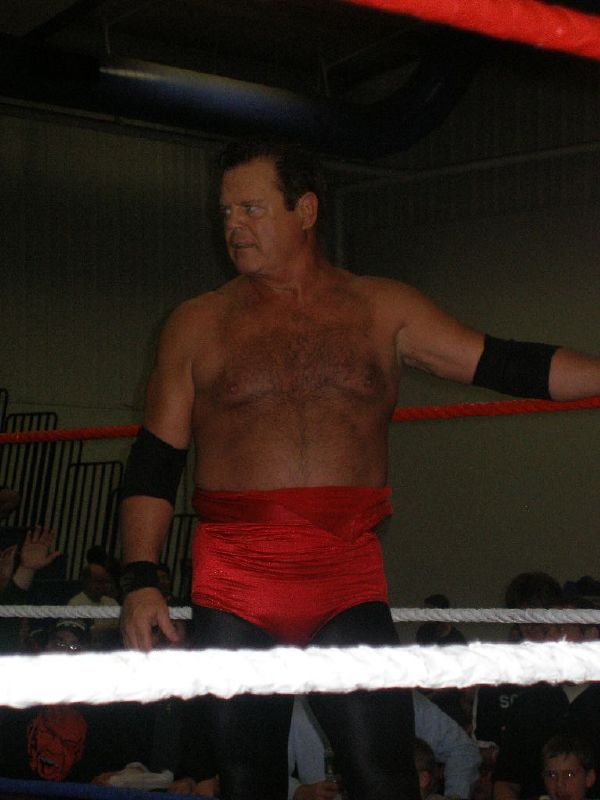
Lawler durante un match in una federazione indipendente (2007)

Nel luglio 2006, durante un incontro tra Hulk Hogan e Randy Orton, Jerry Lawler intervenne per difendere Hogan, colpendo Orton e innescando così una rivalità tra i due. Nel successivo match a Raw, Orton sconfisse Lawler in pochi secondi, eseguendo una RKO devastante.Il 31 marzo 2007, Lawler fu introdotto nella WWE Hall of Fame da William Shatner. Nello stesso anno, ad agosto King Booker, noto in precedenza come Booker T, proclamò di essere l'unico re indiscusso della WWE. Lawler rispose con una sfida a King Booker, ma alla fine decise di ritirarsi, sostituito da Triple H, che sconfisse Booker. Questo episodio portò a una rissa tra Lawler e Booker.Nella puntata di Raw del 7 luglio 2008, Lawler intervenne per salvare Michael Cole da un attacco di Kane, ma fu successivamente colpito da una Chokeslam. Ad agosto, Lawler, insieme a Jim Duggan, sfidò Cody Rhodes e Ted DiBiase Jr. per il World Tag Team Championship, ma la coppia fu sconfitta

#### Rivalità con Chris Jericho e sfide titolate (2009)
Nella puntata di Raw del 23 marzo 2009, Jerry Lawler sfidò apertamente Chris Jericho a un match, accusandolo di non aver mostrato il dovuto rispetto verso di lui e altre leggende della WWE. La settimana successiva, Jericho sconfisse Lawler per sottomissione e dichiarò che avrebbe "distrutto" tutte le leggende, inclusa Ricky Steamboat, a WrestleMania XXV.Il 20 luglio 2009, Lawler affrontò The Brian Kendrick a Raw, sconfiggendolo ripetutamente anche nelle settimane successive. Successivamente, Lawler sfidò Sheamus, ma venne sconfitto in pochi minuti.

#### Attacchi del Nexus e rivalità con Michael Cole (2010)
Nella puntata del 7 giugno 2010, Lawler venne attaccato insieme ad altri commentatori e wrestler, tra cui Michael Cole, John Cena e CM Punk, dai debuttanti della prima stagione di NXT. Lawler fu l'unico a reagire, colpendo Skip Sheffield.Il 28 giugno, il gruppo di debuttanti, ora chiamato Nexus, assalì Lawler, Michael Hayes, Mike Rotunda, Arn Anderson e Ricky Steamboat durante una celebrazione per Steamboat. Josh Mathews sostituì Lawler al commento per il resto della puntata.Il 26 luglio, Jerry Lawler, Mark Henry, Goldust, Yoshi Tatsu, Evan Bourne, Tyson Kidd e David Hart Smith persero un match a eliminazione contro il Nexus, con Lawler eliminato da Heath Slater

#### Varie faide (2010-2012)
Il 29 novembre 2010, in occasione del torneo King of the Ring, Jerry Lawler ricevette un regalo di compleanno inaspettato: una chance per il WWE Championship detenuto da The Miz in un TLC Match. Mentre Lawler stava per afferrare il titolo, tuttavia, Michael Cole intervenne facendo cadere Lawler e permettendo a The Miz di mantenere il trofeo. Lawler continuò la sua faida con The Miz e il suo protetto Alex Riley. Il 20 dicembre 2010 , Lawler, affiancato da John Morrison e Randy Orton, sconfisse Sheamus, The Miz e Alex Riley in un 6-man tag team match. Nella puntata di Raw successiva, Lawler vinse per count-out in un match non titolato contro The Miz, ma dopo l'incontro subì un attacco da parte del campione.Il 10 gennaio 2011, Lawler e Randy Orton si imposero su The Miz e Alex Riley in un tag team match. Una settimana dopo, tuttavia, nella puntata Raw del 17 gennaio 2011, Lawler venne nuovamente aggredito da The Miz. Grazie alla vittoria in un Raw Rumble match il 31 gennaio 2011, Lawler si guadagnò un'altra opportunità per il WWE Championship contro The Miz all'evento Elimination Chamber, ma non riuscì a conquistare il titolo.

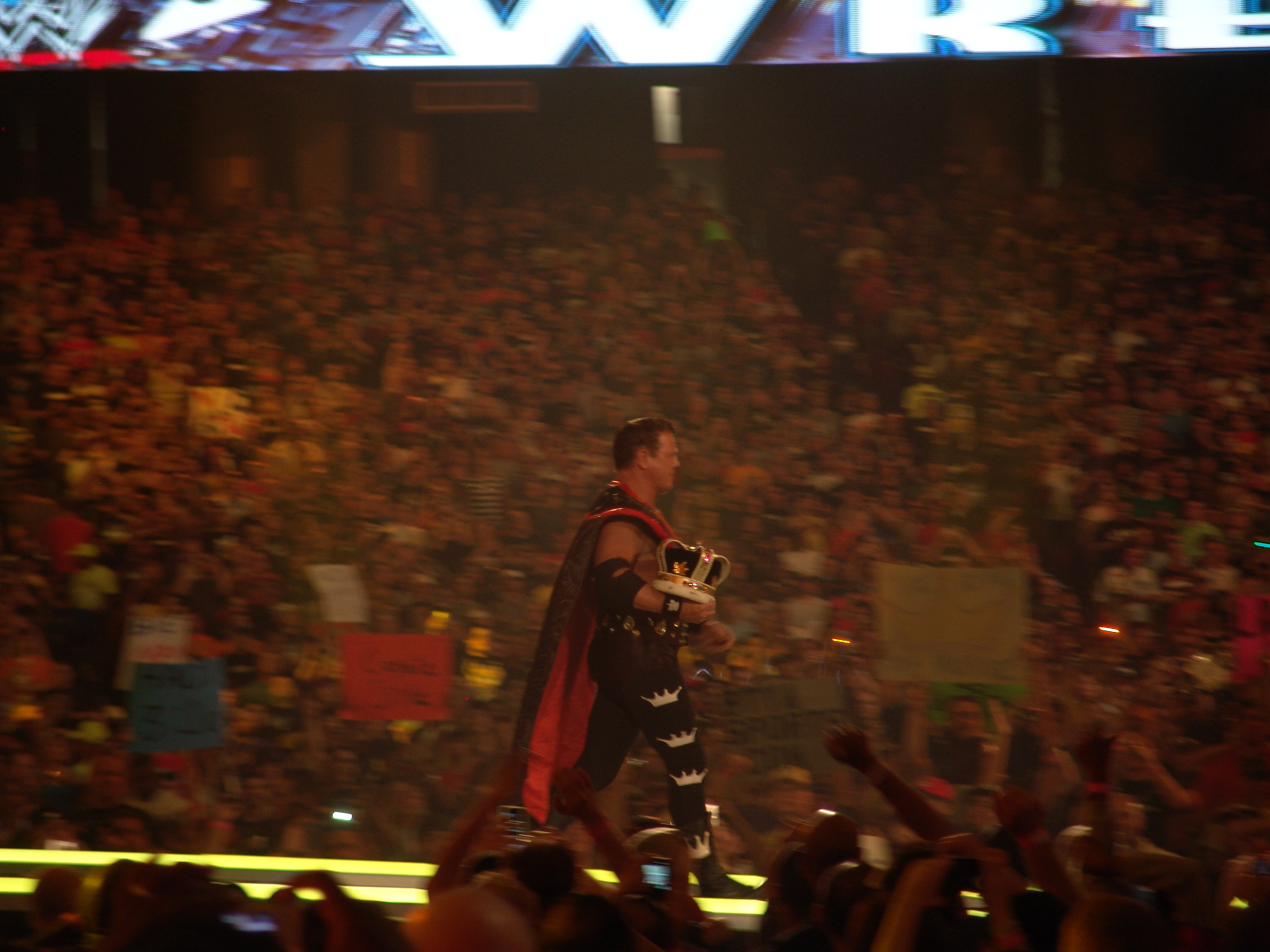
Jerry Lawler fa il suo ingresso a WrestleMania XXVII

Nella puntata di Raw del 31 gennaio 2011, Jerry Lawler si aggiudicò un Raw Rumble match, battendo avversari di alto profilo come CM Punk, John Cena, Sheamus, R-Truth, John Morrison e Randy Orton. Entrato per sesto, Lawler eliminò per ultimo Sheamus, guadagnandosi così il diritto di sfidare The Miz per il WWE Championship a WWE Elimination Chamber. Nella puntata di Raw del 7 febbraio 2011, in coppia con Daniel Bryan, Lawler sconfisse The Miz e Ted DiBiase, schienando DiBiase e portando a casa la vittoria per il duo face.A Elimination Chamber 2011, Lawler affrontò The Miz ma fu sconfitto, perdendo l'opportunità di conquistare il titolo. Il 21 febbraio, sfidò Michael Cole a WrestleMania XXVII; nella puntata del 28 febbraio 2011, Michael Cole accettò la sfida, scegliendo Jack Swagger come suo allenatore e Stone Cold Steve Austin come arbitro speciale, dopo che JBL fu messo KO da Austin. Nella puntata di Raw prima di WrestleMania 27, Lawler perse contro Swagger per squalifica, colpendo l'avversario con una sedia.A WrestleMania 27, Lawler sconfisse Michael Cole, ma il General Manager anonimo dichiarò Cole vincitore per squalifica, citando l'abuso di potere di Austin. In seguito, a Extreme Rules 2011, Cole e Swagger sconfissero Jim Ross e Lawler. A WWE Over the Limit, Lawler si impose su Cole in un Kiss My Foot Match. Tornò a combattere il 5 settembre 2011, unendo le forze con Zack Ryder per sconfiggere David Otunga e Michael McGillicutty. Il 12 settembre 2011, insieme a Sheamus, sconfisse nuovamente David Otunga e Michael McGillicutty. Nella puntata di Raw successiva alla PPV Nigh of Champion, dopo l'attacco del campione dei pesi massimi Mark Henry a Jim Ross, Lawler intervenne in suo soccorso, ma subì un brutale attacco da parte di Henry, che lo colpì con due World's Strongest Slam, uno dei quali avvenne sul suo tavolo di commento. A causa delle ferite riportate, Lawler fu trasportato fuori dall'arena in ambulanza. Fece il suo ritorno nella puntata di Raw del 3 ottobre 2011, sfidando il COO Triple H.
Lawler partecipò alla Royal Rumble 2012, entrando con il numero 12 ma venendo eliminato dopo soli 43 secondi da Cody Rhodes. Nella puntata di Raw del 30 aprile 2012, ebbe l'opportunità di diventare primo sfidante al titolo WWE in una Beat the Clock Challenge contro Daniel Bryan, ma fu proprio quest'ultimo a vincere in 2 minuti e 21 secondi, conquistando la title shot. Nella puntata di Raw post-SummerSlam, CM Punk ebbe un acceso confronto con John Cena e Jerry Lawler. Punk esigeva delle scuse da Lawler, che in precedenza aveva affermato che Punk aveva voltato le spalle al WWE Universe. Nella millesima puntata di Raw, Punk attaccò The Rock e, vedendo che Lawler si rifiutava di riconoscerlo come "il vero migliore al mondo", lo colpì con un calcio alla nuca, effettuando un turn heel.Nella puntata di Raw del 27 agosto 2012, Punk affrontò Lawler in uno Steel Cage Match scelto dal WWE Universe dopo un sondaggio. Punk vinse l'incontro e, a fine match, chiuse Lawler nella gabbia, iniziando un pestaggio. John Cena intervenne per salvare Lawler. Nella puntata successiva, CM Punk aggredì nuovamente Lawler prima dell'inizio dello show.Il 10 settembre 2012 al Raw, Lawler intervenne in aiuto di Randy Orton, quando quest'ultimo era sotto attacco da parte di Dolph Ziggler e CM Punk. La General Manager AJ Lee sancì un tag team match fra loro quattro, vinto da Orton e Lawler.

#### Commentatore (2012-2024)
Nella serata del 10 settembre 2012, Jerry Lawler subì un attacco cardiaco mentre commentava un evento della WWE, venendo immediatamente trasportato in ospedale. La WWE comunicò attraverso il proprio sito ufficiale che Lawler era in coma farmacologico e non era ancora fuori pericolo di vita. Durante questo periodo, fu dichiarato clinicamente morto per 20 minuti. Il giorno successivo, l'11 settembre 2012, i medici operarono Lawler al cuore, inserendo degli stent per migliorare la circolazione. Nella serata dello stesso giorno, sua moglie, Stacy Carter, annunciò che il respiratore artificiale era stato rimosso e che Lawler respirava autonomamente senza difficoltà. I medici erano fiduciosi che, presto, avrebbero potuto interrompere anche i farmaci che lo avevano mantenuto sedato per due giorni. Tuttavia, si temevano possibili danni cerebrali a causa della mancanza di afflusso di sangue.Il 12 settembre, i risultati della TAC furono resi pubblici, rivelando fortunatamente l'assenza di danni all'encefalo. Il 13 settembre 2012 , Lawler si risvegliò, iniziando a riconoscere ciò che era accaduto e a comunicare senza problemi con i familiari. Nella stessa serata, contattò diversi colleghi, tra cui Michael Cole, informandoli della sua positiva ripresa tramite Twitter. I medici rassicurarono la WWE che Lawler sarebbe potuto tornare al lavoro senza problemi.Durante il pay-per-view Night of Champions, il 16 settembre 2012, Michael Cole informò il pubblico delle condizioni di Lawler, comunicando che era previsto il suo rilascio dall'ospedale per la settimana successiva, dopo un periodo di riabilitazione a Memphis. Nella puntata del 26 settembre 2012, Lawler fu intervistato da Cole, esprimendo gratitudine per il supporto ricevuto e annunciando il suo imminente ritorno a Raw. Questo avvenne il 12 novembre, quando fu accolto calorosamente dai fan e dai colleghi Jim Ross e Michael Cole.
Tornò a lottare l'8 febbraio 2014 nell'evento del Maryland Championship Wrestling sconfiggendo Shawn Patrick con un Piledriver. Il 24 ottobre 2015 alla USA Championship Wrestling, Lawler sconfisse Terry Funk a causa di una squalifica. Nella puntata del 17 gennaio 2017 di SmackDown Live ospitò Dolph Ziggler nel suo talk show "King's Court". Dopo un'accesa discussione, durante la quale si vantava di avergli procurato l'arresto cardiaco nel loro match di 4 anni prima, vienne colpito con un Superkick al petto. Venne poi aiutato da JBL a rimettersi in piedi da JBL, per poi urlare tutta la sua rabbia.
Il 6 maggio 2024 viene riportata la notizia che il contratto da commentatore di Lawler con la WWE, scaduto ad inizio anno, non verrà rinnovato dalla compagnia. Lawler resta comunque sotto contratto con la WWE in qualità di leggenda.

## Vita privata
È il cugino del collega The Honky Tonk Man, anch'egli membro della WWE Hall of Fame.
Nel settembre 2000 si sposò con la collega Stacy Carter, dalla quale divorziò pochi mesi dopo, nel luglio 2001. Ha avuto due figli: Brian Christopher, anch'egli lottatore WWF/E morto nel 2018, e Kevin, arbitro di wrestling.
Il 9 febbraio 2016, su Twitter, ha espresso pubblicamente il suo sostegno per Donald Trump, anch'egli membro della WWE Hall of Fame, come Presidente degli Stati Uniti d'America. Nello stesso tweet, invitò ad andare a votare per lui. È un grande fan di Superman. In un'intervista al WWE Magazine, rivista ufficiale della federazione, ha dichiarato di aver speso più di mille dollari per gli autografi originali del cast del film Superman.
Il 7 febbraio 2023 viene ricoverato d'urgenza in ospedale dopo essere stato colpito da ictus nella sua residenza in Florida. Lawler aveva già avuto un precedente ictus nel 2018 e un infarto nel 2012.

## Personaggio

### Mosse finali
- Crown Drop (Diving Fist Drop)
- Piledriver

### Soprannomi
- "The King"

## Titoli e riconoscimenti
American Wrestling Association
- AWA World Heavyweight Championship (1)
- AWA Southern Heavyweight Championship (35)
- AWA World Tag Team Championship (2 - con Bill Dundee)
- AWA Southern Tag Team Championship (10 - 2 con Gorgeous George Jr. - 4 con Bill Dundee - 1 con Mongolian Stomper - 1 con Jos LeDuc - 1 con Austin Idol - 1 con Fred Ottman)

Continental Wrestling Association / Championship Wrestling Association
- CWA Heavyweight Championship (1)
- CWA International Heavyweight Championship (3)
- NWA Mid-America Heavyweight Championship (3)
- NWA Southern Heavyweight Championship (Memphis version) (7)
- CWA World Tag Team Championship (2) – con Austin Idol (1) e Tommy Rich (1)
- CWA Lord of the Ring (1988)

Georgia Championship Wrestling
- NWA Macon Tag Team Championship (2) – con Mr. Wrestling II (1) e Don Greene (1)

Gulf Coast Championship Wrestling
- NWA Tennessee Tag Team Championship (1) – con Jim White

International Wrestling Association
- IWA Heavyweight Championship (1)

Jersey All Pro Wrestling
- JAPW Heavyweight Championship (1)

Maryland Championship Wrestling
- MCW Heavyweight Championship (1)
- MCW Tag Team Championship (1) – con The Bruiser

Memphis Championship Wrestling
- MCW Southern Heavyweight Championship (2)

Memphis Wrestling
- Memphis Wrestling Southern Heavyweight Championship (2)
- Memphis Wrestling Television Championship (1)

NWA Mid-America
- NWA Southern Heavyweight Championship (Mid-America version) (10)
- NWA Southern Junior Heavyweight Championship (5)
- NWA Tri-State Heavyweight Championship (Alabama version) (1)
- NWA Southern Tag Team Championship (Mid-America version) (9) – con Jim White (7), Plowboy Frazier (1) e Bill Dundee (1)
- NWA Tri-State Tag Team Championship (Alabama version) (2) - con Steve Lawler
- NWA United States Tag Team Championship (Mid-America version) (1) - con Jackie Fargo

NWA Polynesian Wrestling
- NWA Polynesian Pacific Heavyweight Championship (1)

NWA Virginia
- NWA All-Star Heavyweight Championship (1)

Power Pro Wrestling
- PPW Tag Team Championship (1) – con Bill Dundee

Pro Wrestling Illustrated
- Feud of the Year con Jeff Jarrett vs. The Moondogs.  (1992)
- Feud of the Year vs. Bret Hart. (1993)
- Most Hated Wrestler of the Year (1993, 1995)
- Most Inspirational Wrestler of the Year (1988)
- 12º tra i 500 migliori wrestler single nella PWI 500 (1991)
- 7º tra i 500 migliori wrestler singoli nella PWI 500 (1992)
- 23º tra i 500 migliori wrestler singoli nella "PWI Years" (2003)

Professional Wrestling Hall of Fame and Museum
- (Classe del 2011)

Smoky Mountain Wrestling
- SMW Heavyweight Championship (2)

Traditional Championship Wrestling
- TCW Tag Team Championship (1) – con Matt Riviera

United States Wrestling Association
- USWA Unified World Heavyweight Championship (28)
- USWA Heavyweight Championship (2)
- USWA Texas Heavyweight Championship (1)
- USWA World Tag Team Championship (6 - 4 con Jeff Jarrett - 2 con Bill Dundee)

Windy City Pro Wrestling
- WCPW Battle Royal Title (1)

World Class Wrestling Association
- WCWA World Heavyweight Championship (3)
- WCWA Texas Heavyweight Championship (1)

World Wrestling Federation / World Wrestling Entertainment / WWE
- Slammy Award per I'm Talking and I Can't Shut Up (1996)
- Slammy Award per Most Embarrassing Moment (1996) -  Baciando i suoi stessi piedi
- Slammy Award per WWE.com Exclusive Video of the Year (2012) -  Parlando a WWE.com del suo miracoloso ritorno
- Slammy Award per Comeback of the Year (2012)
- WWE Hall of Fame (2007)

Wrestling Observer Newsletter
- Feud of the Year (1987)  vs. Austin Idol and Tommy Rich
- Feud of the Year (1992)  con Jeff Jarrett vs. The Moondogs
- Feud of the Year (1993)  vs. Bret Hart
- Worst Feud of the Year (1994)  vs. Doink the Clown
- Worst Worked Match of the Year (1994)  con Sleazy, Queasy e Cheesy vs. Clowns R' Us alle Survivor Series
- Wrestling Observer Newsletter Hall of Fame (1996)

## Filmografia
- Man on the Moon, regia di Miloš Forman (1999)[12]

## Doppiatori italiani
- Ennio Coltorti in Man on the Moon